# Sawao Katō
Sawao Katō (jap. 加藤沢男 Katō Sawao; ur. 11 października 1946 w Gosen) – japoński gimnastyk, wielokrotny medalista olimpijski.

## Kariera
Sawao Katō uchodził za najwybitniejszego gimnastyka swoich czasów. Trzykrotnie uczestniczył na igrzyskach olimpijskich (1968, 1972 i 1976). Za każdym razem, podczas trzech startów, zdobywał medale (łącznie dwanaście). Katō specjalizował się w wieloboju, o czym świadczą dwa złote i jeden srebrny medal w konkurencji indywidualnej oraz trzy złote medale w konkurencji drużynowej. Mimo to Katō osiągał również rezultaty w innych konkurencjach gimnastyki, np. ćwiczenia wolne czy drążek.
W 2001 został uhonorowany miejscem w Hall of Fame Gimnastyki.

## Starty olimpijskie
| Dyscyplina             | 1968 | 1972 | 1976 |
| ---------------------- | ---- | ---- | ---- |
| Wielobój drużynowo     |      |      |      |
| Wielobój indywidualnie |      |      |      |
| Poręcze                |      |      |      |
| Drążek                 |      |      |      |
| Kółka                  |      | 4.   | 5.   |
| Koń z łękami           |      |      | 5.   |
| Ćwiczenia wolne        |      | 6.   | 5.   |
| Skok                   |      | 4.   |      |
| Źródło:                |      |      |      |